# Conjetura de Markus–Yamabe
En matemáticas, la conjetura de Markus–Yamabe es una conjetura sobre la estabilidad asintótica global. La conjetura dice que si un mapa continuamente diferenciable en un espacio vectorial real de dimensión {\displaystyle n} tiene un punto fijo, y su jacobiana es siempre una matriz de Hurwitz, entonces el punto fijo es globalmente estable.
La conjetura es verdadera para los casos bidimensionales. Sin embargo, se han creado contraejemplos en dimensiones superiores. Por lo tanto, sólo en el caso bidimensional, también se puede referir al teorema de Markus–Yamabe.
Resultados matemáticos relacionados con la estabilidad asintótica global, los cuales son aplicables en dimensiones superiores a dos, incluyen varios teoremas de convergencia autónoma. Análogas de la conjetura para sistemas de control no lineales con no linealidad escalar son conocidas como conjeturas de Kalman.

## Declaraciones matemáticas de la conjetura
Deja a {\displaystyle f:\mathbb {R} ^{n}\rightarrow \mathbb {R} ^{n}} ser un mapa {\displaystyle C^{1}} con {\displaystyle f(0)=0} y jacobiana {\displaystyle Df(x)} ser una matriz de Hurwitz estable para cada {\displaystyle x\in \mathbb {R} ^{n}}.
Entonces, {\displaystyle 0} es un atractor global del sistema dinámico {\displaystyle {\dot {x}}=f(x)}.
La conjetura es verdadera para {\displaystyle n=2} y generalmente falsa para {\displaystyle n>2}.